# Gasparo Berti
Gasparo Berti (Mantova, 1600 – Roma, 1643) è stato un matematico, fisico e astronomo italiano.

## Biografia
Probabilmente nativo di Mantova, trascorse la maggior parte della sua vita a Roma. Fu molto attivo nell'ambiente scientifico della città papalina, stabilendo contatti e collaborazioni con personaggi quali Luca Holstein, Athanasius Kircher (1602-1680) e Raffaello Magiotti (1597-1656). Alla morte di Benedetto Castelli (1577-1643), fu designato quale suo successore alla cattedra di matematica della Sapienza (l'ateneo romano), ma l'esperienza fu di brevissima durata, poiché la morte lo colse in quello stesso anno.
Le ricerche di Berti hanno una particolare importanza per la loro stretta relazione con il lavoro di Evangelista Torricelli (1608-1647) sulla pressione atmosferica. Tra il 1640 e il 1643, Berti fu infatti impegnato nella elaborazione di diversi apparati sperimentali, destinati a verificare empiricamente il livello di ascesa dell'acqua nei sifoni, fissato da Galileo (1564-1642) in 18 braccia (circa 11 metri). In una lettera a Marin Mersenne (1588-1648) del marzo 1648, Raffaello Magiotti descrive un grande "syfone di piombo" di circa 22 braccia che il Berti avrebbe allestito nel cortile della sua casa. Secondo Magiotti, Berti, appoggiandosi sull'esito dei suoi esperimenti, arrivava a disconoscere la veridicità delle conclusioni galileiane. Da testimonianze di Athanasius Kircher e Kaspar Schott (1608-1666), si ricava inoltre notizia di esperimenti condotti dal Berti al fine di rilevare la reale presenza del vuoto in un tubo barometrico.